# Шнайдер, Кори
Ко́ри Шна́йдер (англ. Cory Schneider; 18 марта 1986, Марблхед, США) — профессиональный американский хоккеист, вратарь.

## Игровая карьера

### Клубная карьера
Кори Шнайдер был выбран в первом раунде драфта 2004 «Ванкувер Кэнакс» под 26-м номером. 4 июля 2007 года он подписал с клубом трёхлетний контракт новичка.
Первую игру в НХЛ Шнайдер провёл 29 ноября 2008 года против «Калгари Флеймз». Он заменил травмированного Роберто Луонго. «Калгари» выиграл со счётом 3-1, а Шнайдер сделал 28 сэйвов. Первую победу Шнайдер одержал 5 декабря 2008 года в матче против «Миннесоты Уайлд». В сезоне 2008/09 Кори Шнайдер принял участие в восьми матчах, из которых выиграл только два. В том сезоне постоянным сменщиком Луонго был Кёртис Сэнфорд, поэтому после его выздоровления Шнайдер был отправлен обратно в АХЛ в клуб «Манитоба Мус». 27 января Шнайдер принял участие в Матче всех звёзд АХЛ в составе сборной мира.
В сезоне 2009/10 вместо ушедших в «Монреаль Канадиенс» Сэнфорда и в «Финикс Койотис» Джейсона Лабарберы был взят на место второго вратаря Эндрю Рэйкрофт, поэтому и новый сезон Шнайдер почти полностью провёл в АХЛ, сыграв лишь две игры за «Кэнакс».
Но уже 2 июня 2010 года Шнайдер подписал с клубом односторонний контракт на два года. Луонго по-прежнему оставался первым вратарём «Ванкувера», но теперь Шнайдер стал его постоянным сменщиком и провёл 25 матчей в сезоне 2010/11. В плей-офф все матчи начинал Луонго, но Шнайдер пять раз выходил на замену, в том числе дважды в финальной серии против «Бостон Брюинз».

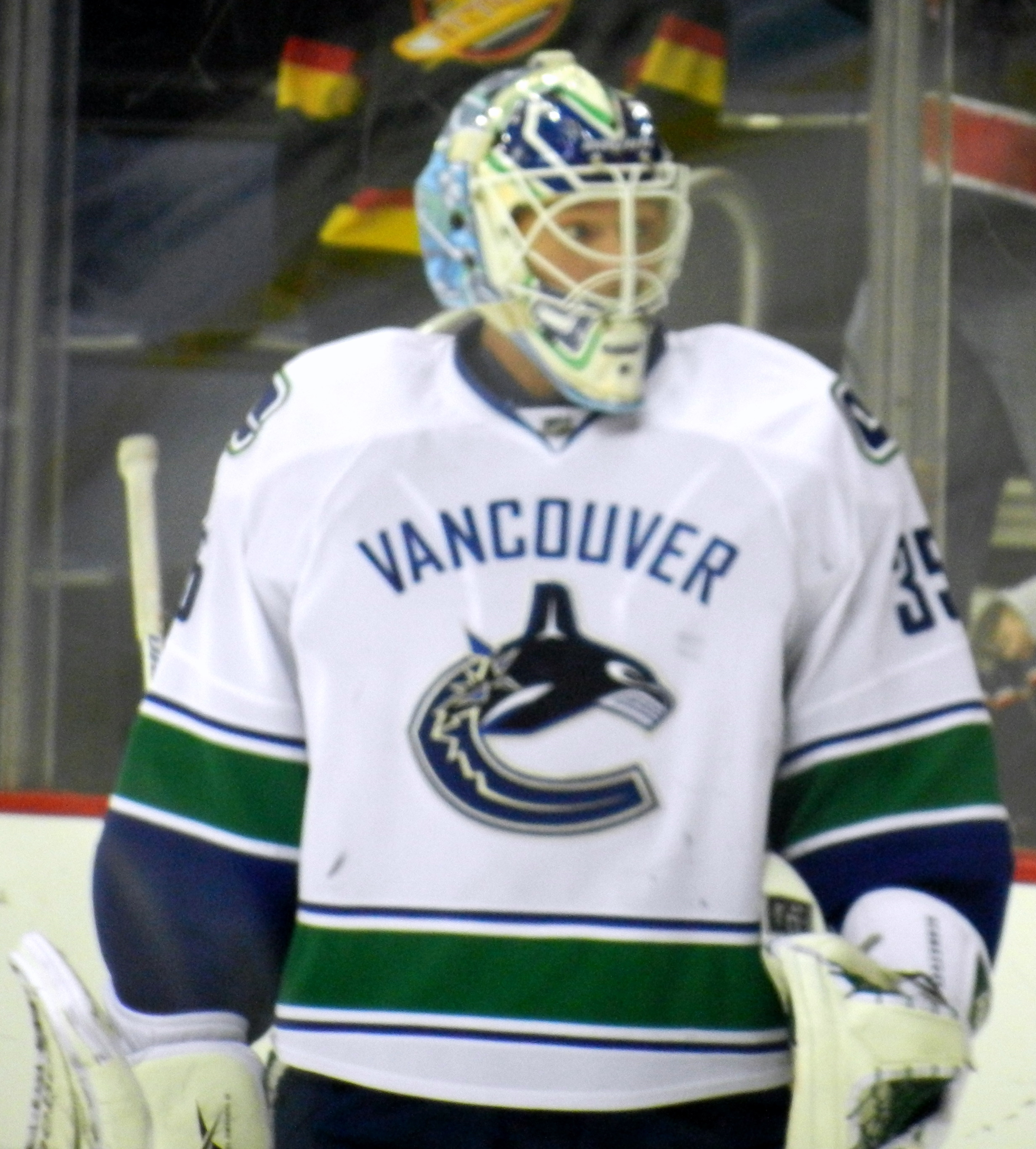
Кори Шнайдер в сезоне 2011/12

В сезоне 2011/12 Шнайдер рассчитывал на большее количество игрового времени, но по-прежнему оставался бэк-апом Луонго. В том сезоне он провёл за Ванкувер 33 матча и имел процент отражённых бросков лучше, чем у Роберто Луонго. Плей-офф Шнайдер начал запасным, но после двух неудачных игр Луонго вышел уже в третьем матче с первых минут и отыграл оставшиеся три игры против «Лос-Анджелес Кингз» без замен.
29 июня 2012 года Шнайдер заключил новый контракт с «Ванкувером» на три года. Сумма сделки составила 12 млн долларов. На время локаута Шнайдер перешёл в клуб Швейцарской лиги «Амбри-Пиотта». За швейцарский клуб он сыграл восемь матчей.
После завершения локаута Шнайдер вернулся в «Ванкувер», где наконец-то стал основным вратарём команды. Из 48 матчей 30 он начинал с первых минут. 23 апреля в матче против «Чикаго Блэкхоукс» Кори Шнайдер получил небольшую травму, из-за которой был вынужден пропустить два последних матча регулярного чемпионата, а также две первые игры плей-офф против «Сан-Хосе Шаркс». Начав третью игру с первых минут, Шнайдер был заменён в третьем периоде. Несмотря на неудачную игру в третьем матче, Кори Шнайдер вышел и на четвёртый матч серии с первых минут. Встреча закончилась со счётом 3-4 (1ОТ) в пользу «Сан-Хосе». Счёт в серии стал 0-4 в пользу «Акул».
Во время проведения церемонии драфта 2013 комиссионер НХЛ Гэри Бэттман объявил в первом раунде, что «Ванкувер» обменял Кори Шнайдера в «Нью-Джерси Девилз» на выбор в первом раунде текущего драфта (общий 9 выбор).
27 сентября 2023 года Кори Шнайдер завершил карьеру в 37 лет.

### В сборной
Кори Шнайдер играл за сборную США на Юниорском чемпионате мира 2004, а также на двух молодёжных Чемпионатах мира — в 2005 и 2006 годах. Также Шнайдер был в заявке сборной США на Чемпионате мира 2007, но не сыграл ни одного матча.

## Статистика

### Клубная
| 2007/08   | Манитоба Мус      | АХЛ       | 36  | 21 | 12 | 2  | 2054  | 78  | 3  | 2,28 | 91,6 | 6  | 1  | 4 | —    | 12 | 0 | 1,92 | 93,8 |
| 2008/09   | Ванкувер Кэнакс   | НХЛ       | 8   | 2  | 4  | 1  | 355   | 20  | 0  | 3,38 | 87,7 | —  | —  | — | —    | —  | — | —    | —    |
| 2008/09   | Манитоба Мус      | АХЛ       | 40  | 28 | 10 | 1  | 2324  | 79  | 5  | 2,04 | 93,0 | 22 | 14 | 7 | 1315 | 47 | 0 | 2,15 | 92,2 |
| 2009/10   | Ванкувер Кэнакс   | НХЛ       | 2   | 0  | 1  | 0  | 79    | 5   | 0  | 3,80 | 91,5 | —  | —  | — | —    | —  | — | —    | —    |
| 2009/10   | Манитоба Мус      | АХЛ       | 60  | 35 | 23 | 2  | 3557  | 149 | 4  | 2,51 | 91,9 | 6  | 2  | 4 | 366  | 19 | 0 | 3,12 | 90,5 |
| 2010/11   | Ванкувер Кэнакс   | НХЛ       | 25  | 16 | 4  | 2  | 1372  | 51  | 1  | 2,23 | 92,9 | 5  | 0  | 0 | 163  | 7  | 0 | 2,58 | 91,5 |
| 2011/12   | Ванкувер Кэнакс   | НХЛ       | 33  | 20 | 8  | 1  | 1833  | 60  | 3  | 1,96 | 93,7 | 3  | 1  | 2 | 183  | 4  | 0 | 1,31 | 96,0 |
| 2012/13   | Амбри-Пиотта      | Швейц     | 8   | 4  | 4  | 0  | 485   | 26  | 0  | 3,22 | 91,4 | —  | —  | — | —    | —  | — | —    | —    |
| 2012/13   | Ванкувер Кэнакс   | НХЛ       | 30  | 17 | 9  | 4  | 1733  | 61  | 5  | 2,11 | 92,7 | 2  | 0  | 2 | 117  | 9  | 0 | 4,62 | 88,0 |
| 2013/14   | Нью-Джерси Девилз | НХЛ       | 45  | 16 | 15 | 12 | 2680  | 88  | 3  | 1,97 | 92,1 | —  | —  | — | —    | —  | — | —    | —    |
| 2014/15   | Нью-Джерси Девилз | НХЛ       | 69  | 26 | 31 | 9  | 3924  | 148 | 5  | 2,26 | 92,5 | —  | —  | — | —    | —  | — | —    | —    |
| Всего НХЛ | Всего НХЛ         | Всего НХЛ | 212 | 97 | 72 | 29 | 11976 | 433 | 17 | 2,17 | 92,5 | 10 | 1  | 4 | 463  | 20 | 0 | 2,59 | 92,2 |

### Международная
| Год                    | Сборная                | Турнир                 | Место                  |   | Игр | В | П   | Мин | ПШ | «0»  | КН   | % |
| ---------------------- | ---------------------- | ---------------------- | ---------------------- | - | --- | - | --- | --- | -- | ---- | ---- | - |
| 2004                   | США (юн.)              | ЮЧМ                    | 2                      | 6 | 5   | 1 | 351 | 10  | 0  | 1,71 | 92,9 |   |
| 2005                   | США (мол.)             | МЧМ                    | 4                      | 1 | 0   | 0 | 23  | 3   | 0  | 7,94 | 62,5 |   |
| 2006                   | США (мол.)             | МЧМ                    | 4                      | 6 | 2   | 3 | 359 | 16  | 0  | 2,67 | 91,2 |   |
| 2007                   | США                    | ЧМ                     | 5                      | 0 | —   | — | —   | —   | —  | —    | —    |   |
| 2016                   | США                    | КМ                     | 7                      | 1 | 0   | 0 | 18  | 0   | 0  | 0,00 | 100  |   |
| Всего США (юн. и мол.) | Всего США (юн. и мол.) | Всего США (юн. и мол.) | Всего США (юн. и мол.) | 7 | 2   | 3 | 382 | 19  | 0  | 2,37 | 91,2 |   |